# Jevhenija Tovstohan
Jevhenija Ivaninva Tovstohan (ukrainska: Євгенія Іванівна Товстоган; ryska: Jevgenija Tovstogan), född den 3 april 1965 i Jaroslavl i Ryska SFSR i Sovjetunionen (nu Ryssland), är en ukrainsk sovjetisk före detta handbollsspelare.
Hon ingick i det sovjetiska lag som tog OS-brons i damernas turnering i samband med de olympiska handbollstävlingarna 1988 i Seoul.